# 開田さんの怪談
『開田さんの怪談』（かいださんのかいだん）は、木々津克久による日本のホラー漫画作品。
『週刊少年チャンピオン』（秋田書店）にて、2018年11号に読み切りが掲載され、同年19号（2018年4月5日発売）より連載が開始された。連載は同年27号でいったん終了。同年8月に単行本が発売された際には、帯に声優の島﨑信長が推薦コメントを寄せている。なお、この際に単行本のナンバリングは無い。
その後、木々津の代表作品でもある『フランケン・ふらん』との読み切りコラボ作品として、『チャンピオンRED』（同社刊）2018年9月号に「フランケン・ふらん対開田さんの怪談」が、『週刊少年チャンピオン』2018年35号に「開田さんの怪談VSフランケン・ふらん」が掲載され、『週刊少年チャンピオン』には同年36号から同年40号、同年47号から同年49号と短期連載を繰り返し、2019年2月には単行本2巻が発売されている。また、単行本2巻の発売を記念して、2019年2月11日には書泉グランデ（東京都神田神保町）でサイン会とトークショーが開催され、『週刊少年チャンピオン』2019年11号（2019年2月14日発売）には単行本発売に関した読み切りが掲載された。

## あらすじ
怪談好きな女子高校生の開田さん。開田さんの隣の席の男子高校生生瀬は怖い話が苦手だが開田さんに対して好意を持っている。開田さんは生瀬にさまざまな怪談を聞かせ、生瀬の反応を楽しむのだった。

## 主な登場人物
開田さん（かいださん）
主人公。
さらさらストレート黒髪に眼鏡。
生瀬（なませ）
怖い話が苦手な男子高校生。
高荷メアリージェーン（たかにメアリージェーン）
「高荷MJ」と略される。海外からの転校生。生瀬にスプラッタ系のホラー映画を見せ、反応を楽しむ。
斑木ふらん（まだらぎふらん）
『フランケン・ふらん』の主人公。開田さんらの学校に転校してきている。

## 書誌情報
- 木々津克久『開田さんの怪談』秋田書店〈少年チャンピオン・コミックス〉、既刊2巻（2019年2月8日現在）
  1. 2018年8月8日発売、ISBN 978-4-253-22565-6
  2. 2019年2月8日発売、ISBN 978-4-253-22607-3
「開田さんの怪談VSフランケン・ふらん」を収録。「フランケン・ふらん対開田さんの怪談」は『フランケン・ふらん Frantic』1巻に収録されている。